# Markus Neugebauer
Markus Neugebauer (* 12. Februar 1980 in Wien) ist ein österreichischer Sänger, Musical-Darsteller, Hypnose-Coach, Mental Trainer und Seminarleiter.

## Leben und Wirken

### Theater und Musical
Neugebauer spielte unter anderem die Titelrolle in Joseph and the Amazing Technicolor Dreamcoat, „Sir Percy“ in The Scarlet Pimpernel, „Enjolras“ in Les Misérables und „Simon Stride“ in Jekyll & Hyde.
Des Weiteren spielte er in Wien in der Uraufführung von Rudolf – Affaire Mayerling die Rollen des „Wiligut“ und „Graf Taaffe“. In Berlin und Stuttgart, spielte er im Musical We Will Rock You die Figuren des „Dieter“, „Khashoggi“ und „Brit“. In Österreich übernahm er die Hauptrolle der Musical-Uraufführung Egon Schiele – Das Musical und „Jesus“ in Jesus Christ Superstar. Weitere Auftritte absolvierte Neugebauer bei den Musicals Hair in der Schweiz und in Hamburg agierte er als „Rocky“ im Musical ROCKY – Das Musical.
Neugebauer führte Regie im Schauspielstück Noch einen Letzten von Harold Pinter.

### Musik
Neugebauer nahm 2007 an der ORF-Produktion „Musical! Die Show“ teil und schied in der ersten Entscheidungsrunde aus. Bei der TV-Show „Herz von Österreich“ erreichte Neugebauer mit seiner Band „FreiRaum5“ das Halbfinale. Mit dem Song Doppelt waren sie 16 Wochen in den Ö3-Austria Top 40 vertreten, mit der Single Welchen Sinn Platz 1 in den ITunes-Charts. 2017 war FreiRaum5 Vorband von Seiler und Speer auf Europa-Tournee.

### Coaching
Neugebauer absolvierte Ausbildungen in Neuro-Linguistischem Programmieren, Coaching und Mentoring sowie zum Hypnosecoach und Trainer. 2016 gründete er sein eigenes Unternehmen sowie eine Mentoring-Plattform.